# Macrina la Giovane
Macrina, detta la Giovane (Cesarea in Cappadocia, 324 – Amasya, 380), è stata una devota cristiana, sorella di Basilio Magno e Gregorio di Nissa, venerata come santa da tutte le Chiese cristiane.

## Agiografia
Macrina nacque da Basilio e Emmelia. Sua nonna era santa Macrina detta l'Anziana per distinguerla da lei. Era la primogenita di dieci figli, tra i quali i santi vescovi Basilio Magno, Gregorio di Nissa e Pietro di Sebaste monaco. La nonna Macrina l'Anziana ebbe un gran influsso sull'educazione di tutti i suoi nipoti e in particolare su Macrina.
Giovane molto bella, fu promessa sposa dal padre a un ragazzo che morì prematuramente prima delle nozze. Dopo essere stata promessa sposa, Macrina non riteneva opportuno sposare un altro uomo e decise di sposare la vita monastica. Restò in casa a sostegno della madre che, dopo la nascita del decimo figlio, perse il marito.
Dopo una lunga vita dedicata ad accudire assieme alla madre Emmelia i numerosi fratelli, la convinse a ritirarsi assieme a lei a vita monastica ad Annesi, attuale Amasya, sulle rive del fiume Iris. Il monastero fondato dalle due donne venne dapprima diretto dalla madre. Esso ospitava donne sia di provenienza aristocratica che non. Tutti i membri erano liberi e gli schiavi avevano gli stessi diritti e doveri dei loro padroni. La morte del fratello Naucrazio sconvolse sua madre e diede a Macrina un ruolo prioritario nella vita domestica. Alla morte di questa nel 373, divenne badessa la figlia.
Se la nascita del monachesimo è tradizionalmente attribuita a Basilio in oriente e a san Girolamo in occidente, Macrina e santa Marcella li precedettero. Macrina ispirò profondamente Basilio e Gregorio.
Macrina fu molto influente sui fratelli di cui tre si dedicarono pure a vita contemplativa, almeno per una parte della loro vita.
Macrina morì nel 380 e il suo corpo venne sepolto nella chiesa dei Quaranta martiri a Sebaste (attuale Sivas) in Cappadocia.

## Culto
Viene festeggiata da quasi tutte le chiese che contemplano la venerazione di santi, il 19 luglio, mentre la chiesa luterana la festeggia il 14 giugno.
La sua vita e le sue opere sono molto ben documentate dagli scritti lasciati dal fratello Gregorio di Nissa. Con la sorella è ambientato anche il dialogo "L'anima e la resurrezione" (in greco: ta Makrinia; P.G. XLVI, 12 sq.) sul dogma della resurrezione della carne, modellato sul Fedone platonico. Fu un'opera che rappresentò uno dei rarissimi dialoghi filosofici in cui è protagonista una donna.
Anche quando stava morendo, Macrina continuò a vivere una vita di santità, rifiutando un letto e scegliendo invece di sdraiarsi per terra.